# Conus vittatus
Espèce
Statut de conservation UICN

 LC  : Préoccupation mineure
Conus vittatus est une espèce de mollusques gastéropodes marins de la famille des Conidae.
Comme toutes les espèces du genre Conus, ces escargots sont prédateurs et venimeux. Ils sont capables de « piquer » les humains et doivent donc être manipulés avec précaution, voire pas du tout.

## Description
La taille de la coquille varie entre 22 mm et 50 mm. La couleur de la coquille est rose-brun, maculée ou strigée longitudinalement de châtaigne clair, avec des stries tournantes tachetées de châtaigne, et une bande maculée de châtaigne blanc cérétal. La spire convexe est maculée de châtain. 

## Distribution
Cette espèce marine est présente dans le Golfe de Californie, à l'ouest du Mexique jusqu'à l'océan Pacifique au large de l'Équateur.

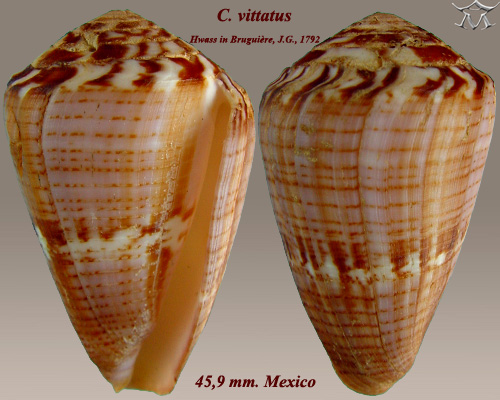
Conus vittatus Hwass in Bruguière, J.G., 1792.
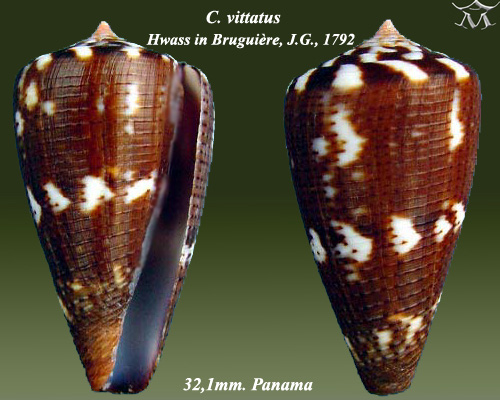
Conus vittatus Hwass in Bruguière, J.G., 1792.

### Niveau de risque d’extinction de l’espèce
Selon l'analyse de l'UICN réalisée en 2011 pour la définition du niveau de risque d'extinction, cette espèce est présente du sud de la Basse-Californie au nord du Pérou. Elle a une vaste aire de répartition et ne fait l'objet d'aucune menace connue ; elle a donc été classée dans la catégorie préoccupation mineure.

## Taxonomie

### Publication originale
L'espèce Conus vittatus a été décrite pour la première fois en 1792 par le conchyliologiste danois Christian Hee Hwass dans « Encyclopédie méthodique ou par ordre de matières Histoire naturelle des vers - volume 1 » écrite par le naturaliste français Jean-Guillaume Bruguière (1750-1798),.

### Synonymes
- Conus (Dauciconus) vittatus Hwass, 1792 · appellation alternative
- Conus reevei Kiener, 1845 · non accepté
- Poremskiconus vittatus (Hwass, 1792) · non accepté
- Purpuriconus vittatus (Hwass, 1792) · non accepté